# Tentoriceps
Tentoriceps is een monotypisch geslacht van straalvinnige vissen uit de familie van de haarstaarten (Trichiuridae). Het geslacht is voor het eerst wetenschappelijk beschreven in 1948 door Whitley.

## Soort
- Tentoriceps cristatus (Klunzinger, 1884)